# Pouan-les-Vallées
Pouan-les-Vallées é uma comuna francesa na região administrativa de Grande Leste, no departamento de Aube. Estende-se por uma área de 16,61 km². 